# Спалах різдвяної звізди
Спалах різдвяної звізди — щорічний фестиваль, що відбувається у Львові на Святвечір (6 січня), Різдво Христове (7 січня) та на Другий день Різдвяних свят (8 січня). Організовується Львівською міською радою з 2007 року.
6 січня, на Святий Вечір, урочиста процесія на чолі з міським головою Львова, що починається від ратуші на площі Ринок, йде до проспекту Свободи, де встановлюється головний дідух Львова.
На саме Різдво відбуваються народні гуляння в музеї народної архітектури та побуту «Шевченківський гай»: під час них можна стати учасником вертепних дійств, долучитись до гурту колядників, посмакувати пухкими пампушками та духмяним узваром. В цей день в музеї також виготовляють різдвяні звізди. Народні гуляння, виступи вертепів і народних колективів відбуваються також в центральній частині Львова.
8 січня народні гуляння продовжуються. Центром Львова проходить різдвяна хода звіздарів і вертепів, знана, як Парад звіздарів. Фестиваль в цей день суміщається зі Святом пампуха.